# ジャック・ピカール
ジャック・ピカール（Jacques Piccard, 1922年7月28日 - 2008年11月1日）は、スイスの海洋学者、技術者、冒険家。アメリカ海軍のドン・ウォルシュ大尉と共に世界の深海を探検しとりわけ最も深い海、マリアナ海溝のチャレンジャー海淵への潜水探検でも知られている。

## 人物
ベルギーのブリュッセルで、オーギュスト・ピカールの息子として生まれた。ピカール家には探検家が多く、父オーギュストは気球飛行で1931年と1932年に当時の世界最高記録を作っている。
- オーギュスト・ピカール（物理学者、気象学者、気球飛行家、海洋探検家）
  - ジャック・ピカール（海洋探検家）
    - ベルトラン・ピカール（ジャックの息子、気象学者、気球飛行家）
- ジャン・ピカール (Jean Piccard) （オーギュストと双子[4]、有機化学者、気象学者、気球飛行家）
  - ジャネット・ピカール (Jeannette Piccard) （ジャンの妻、気象学者、気球飛行家）
    - ドン・ピカール (Don Piccard) （ジャンとジャネットの息子、気球飛行家）

ジャックの父・オーギュストは気球で培った浮力技術を応用して潜水艇の一種、バチスカーフを開発した。その当時、ジャックはジュネーヴ大学で経済学を教えていた。その後、2人は協力して、1948〜1955年に3つのバチスカーフを造り、最初のものは水深4,600フィート（1,400m）、2機目は1万フィート（3,000m）を記録した。3機目は政府が購入している。この潜水の成功後、ジャックは経済学者をやめて海洋探検に専念している。ジャックの息子ベルトラン・ピカールも冒険家で、1999年3月に気球を使った無着陸世界1周旅行を達成している。1972年ハワード・N・ポッツ・メダル受賞。
ジャックは82歳になるまで深海探検を続けた。2008年11月1日、レマン湖畔にある自宅で没した。86歳没。

## チャレンジャー海淵計画
ジャックは、アメリカ海軍からの財政援助を受けて潜水艇トリエステを作り、そのままコンサルタントとして雇われた。アメリカ海軍は海底に沈没した物資引き上げなどの目的で海底探検の価値を認め、トリエステを使ってより深い海の探検を模索した。
1960年1月23日、ジャックはアメリカ海軍大尉のドン・ウォルシュと共にマリアナ海溝のチャレンジャー海淵の底まで潜り、当時の水深計で10,916メートルを示す位置まで到達した。ただし1995年に測定しなおしたところ、正確には10,911メートルであった。降下には5時間を要し、水深9000メートルで船体に大きな異音があったが、そのまま底まで潜り続けた。海底に20分間滞在し、3時間15分かけて上昇した。
この潜水は世界中の注目を集め、ジャックは計画推進に協力した地質学者のロバート・ディーツと共著で『7マイルの潜行』（Seven Miles Down. 日本語訳題『一万一千メートルの深海を行く』）を書いた。しかしながら、深海探検はこれが最後となった。トリエステは維持費が高く、しかもただ潜るだけの装置でありサンプル採取や写真撮影ができなかったからである。トリエステは1961年に廃船となった。ただし後に改良型のトリエステ2が作られ、沈没したアメリカ海軍原子力潜水艦のスレッシャーとスコーピオンの残骸を発見している。

## ベン・フランクリン計画
1969年7月14日、ジャックは潜水艇のベン・フランクリンを使い、フロリダ州パームビーチ沖の海流に乗って4週間以上潜水し、2,300キロメートル離れたメイン州沖にまで到達した。出発したのはアポロ11号打ち上げの2日前であった。
乗組員は6名で、ジャックはそのうちリーダーだった。スイス人のエルウィン・エーベルソルド（Erwin Aebersold）もフランクリン号を作った時の主任助手であり、ジャック自身が操縦士として指名した。フランクリン号の製造にあたったメーカーのグラマンからは、ドン・カジミール（Don Kazimir）が選ばれた。アメリカ海軍海洋地形局からはフランク・バズビー（Frank Busby）が選ばれ、イギリス海軍からは音響学の専門家、ケン・ハイ（Ken Haigh）が選ばれた。もう一人はNASAの科学者でチェット・メイ（Chet May）であり、閉鎖空間生活のスペシャリストだった。これは、当時のNASAマーシャル宇宙飛行センターの所長ヴェルナー・フォン・ブラウンが閉鎖空間生活の調査の一環として乗り込ませたものであった。この潜水艇は現在、カナダのバンクーバーのバンクーバー海洋博物館に収められている。
2008年2月1日にベルギーのルーヴェン・カトリック大学から名誉学位を授与されている。

## その他の業績
ジャックはスイスのキュリー (Cully, Switzerland) で海湖研究保護基金（the Foundation for the Study and Protection of Seas and Lakes）の設立に協力している。
またジャックは潜水艦を4台作り、それに関するアメリカ特許（D200,506）を取得している。